# 오각뿔
오각뿔은 밑면이 오각형인 각뿔이다. 정이십면체의 엇오각기둥의 위아래 부분이다. 마찬가지로 사각지붕이 마름모육팔면체의 팔각기둥의 두 밑면에 붙은 것과 같기 때문에 서로 비슷하다.
기하학에서 오각뿔(五角-)은 오각형 밑면에서 삼각형 면 다섯 개를 한 점에서 만나게 세운 각뿔이다. 다른 모든 각뿔과 같이, 이것은 자기 쌍대이다.
정 오각뿔은 정오각형 밑면과 정삼각형 옆면을 가진다. 이것은 존슨의 다면체 중 하나이다(J2). 오각형 면의 중심에서 꼭대기까지의 높이 H는 (a가 모서리 길이일 때, a에 대한 함수로) 다음과 같이 계산할 수 있다:
{\displaystyle H={\sqrt {\frac {5-{\sqrt {5}}}{10}}}\,a\approx 0.5257\,a.}
표면적 A는 오각형 밑면의 면적 더하기 삼각형 하나의 넓이의 다섯배를 더한 것으로 계산할 수 있다:
{\displaystyle A=\left({\frac {\sqrt {25+10{\sqrt {5}}}}{4}}+5{\frac {\sqrt {3}}{4}}\right)a^{2}\approx 3.8855\,a^{2}.}
모서리의 길이를 알때 그 부피도 이 식으로 계산할 수 있다:
{\displaystyle V={\frac {5+{\sqrt {5}}}{24}}\,a^{3}\approx 0.3015\,a^{3}.}
이것은 정이십면체의 "덮개"로 볼 수 있다; 정이십면체의 나머지 부분은 1966년에 노만 존슨에 의해 이름이 붙고 서술된 존슨의 다면체 92개 중 하나인 비틀어 늘린 오각뿔 J11이다. 마찬가지로 사각지붕도 마름모육팔면체의 덮개가 된다. 그리고 남은 마름모육팔면체의 일부분은 늘린 사각지붕이다. 따라서 사각지붕 역시 오각뿔과 비슷하다.
더 일반적으로 2차 꼭짓점-고른 오각뿔은 정오각형 밑면과 어떤 높이를 가지는 이등변삼각형 5개로 정의된다.

## 관련 다면체
별 오각뿔은 같은 꼭짓점 배열을 가지지만, 오각성 밑면에 연결되어 있다:
| 정각뿔   | 정각뿔 | 정각뿔 | 정각뿔 | 정각뿔 | 정각뿔  |        |
| 삼각     | 사각   | 오각   | 육각   | 칠각   | 팔각... |        |
| 정다면체 | 등변   | 등변   | 이등변 | 이등변 | 이등변  | 이등변 |
| -------- | ------ | ------ | ------ | ------ | ------- | ------ |
|          |        |        |        |        |         |        |
|          |        |        |        |        |         |        |

| 오각 절두체는 꼭대기를 깎아낸 오각뿔이다 | 정이십면체의 윗부분은 오각뿔이다 |

### 쌍대다면체
오각뿔은 위상적으로 자기 쌍대 다면체이다. 쌍대다면체의 모서리의 길이는 polar reciprocation 때문에 다르다.
| 오각뿔의 쌍대다면체 | 쌍대다면체의 전개도 |
| ------------------- | ------------------- |
|                     |                     |

## 예시

오각뿔